# William Goodhart, Baron Goodhart
William Howard Goodhart, Baron Goodhart Kt QC (* 18. Januar 1933; † 10. Januar 2017) war ein liberaldemokratischer Politiker und Anwalt für Menschenrechte. Er war von 1997 bis 2015 Mitglied des House of Lords des Vereinigten Königreichs.

## Leben
Goodhart stammte aus einer in die britische Upper Middle Class aufgestiegenen jüdischen Einwandererfamilie. Sein Vater Arthur Lehman Goodhart (1891–1978) wurde Rechtsprofessor in Oxford, ein Bruder, Sir Philip Goodhart (1925–2015), war Abgeordneter der Conservative Party, ein anderer der Ökonomieprofessor Charles Goodhart (* 1936).
Goodhart erhielt 1960 die Anwaltslizenz und wurde 1979 Kronanwalt.
Als Mitglied der Sozialdemokraten, trat er in den Wahlen 1983 und 1987 im Wahlkreis Kensington an, in dem die Konservativen eine sichere Mehrheit hatten.
Goodhart nahm an der Fusion der Sozialdemokratischen Partei mit der Liberalen Partei teil und kandidierte 1988 für die Social and Liberal Democrats bei der Kensington-Nachwahl 1988, bei der er wieder nur den dritten Platz belegte.
In den Unterhauswahlen 1992 kandidierte er für das Mandat im Wahlkreis Oxford West and Abingdon unter dem neuen Parteinamen der Liberal Democrats. Goodhart verkürzte den Vorsprung der Konservativen um 1.000 Stimmen auf 3.500, blieb jedoch auf dem zweiten Platz.
1989 wurde Goodhart als Knight Bachelor („Sir“) geadelt und als Baron Goodhart, of Youlbury in Oxfordshire, am 23. Oktober 1997 zum Life Peer erhoben. Im Oberhaus trat er vor allem bei Rechtsthemen als Sprecher für die Liberaldemokraten auf. Goodhart fungierte zeitweise als Schatten-Lord Chancellor. Am 15. Mai 2015 trat Goodhart gemäß den Regelungen des House of Lords Reform Act 2014 freiwillig in den Ruhestand und schied aus dem House of Lords aus.
Goodhart fungierte auch als Vorsitzender von JUSTICE, der Landesorganisation der International Commission of Jurists im Vereinigten Königreich, 2002 wurde er zum Vizepräsidenten des ICJ gewählt. Goodhart war Ehrenmitglied der National Secular Society.
Mit seiner Ehefrau Celia hatte Goodhart drei Kinder.